# سان سباستیان د لا گمرا
سان سباستیان د لا گمرا (به اسپانیایی: San Sebastián de La Gomera) یک شهرستان در اسپانیا با جمعیت ۹٬۰۵۵ نفر است که در جزایر قناری واقع شده‌است.

## نگارخانه

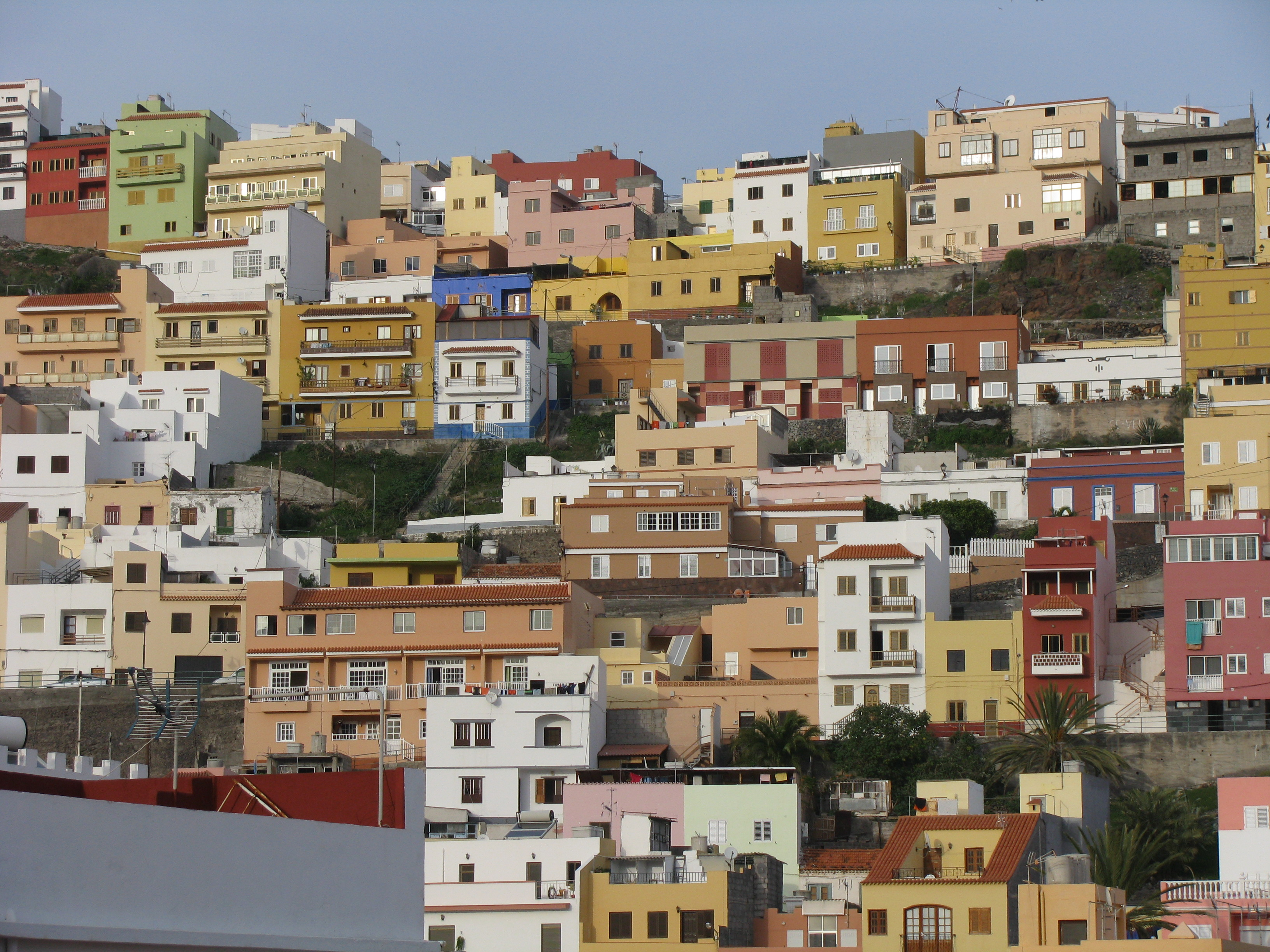
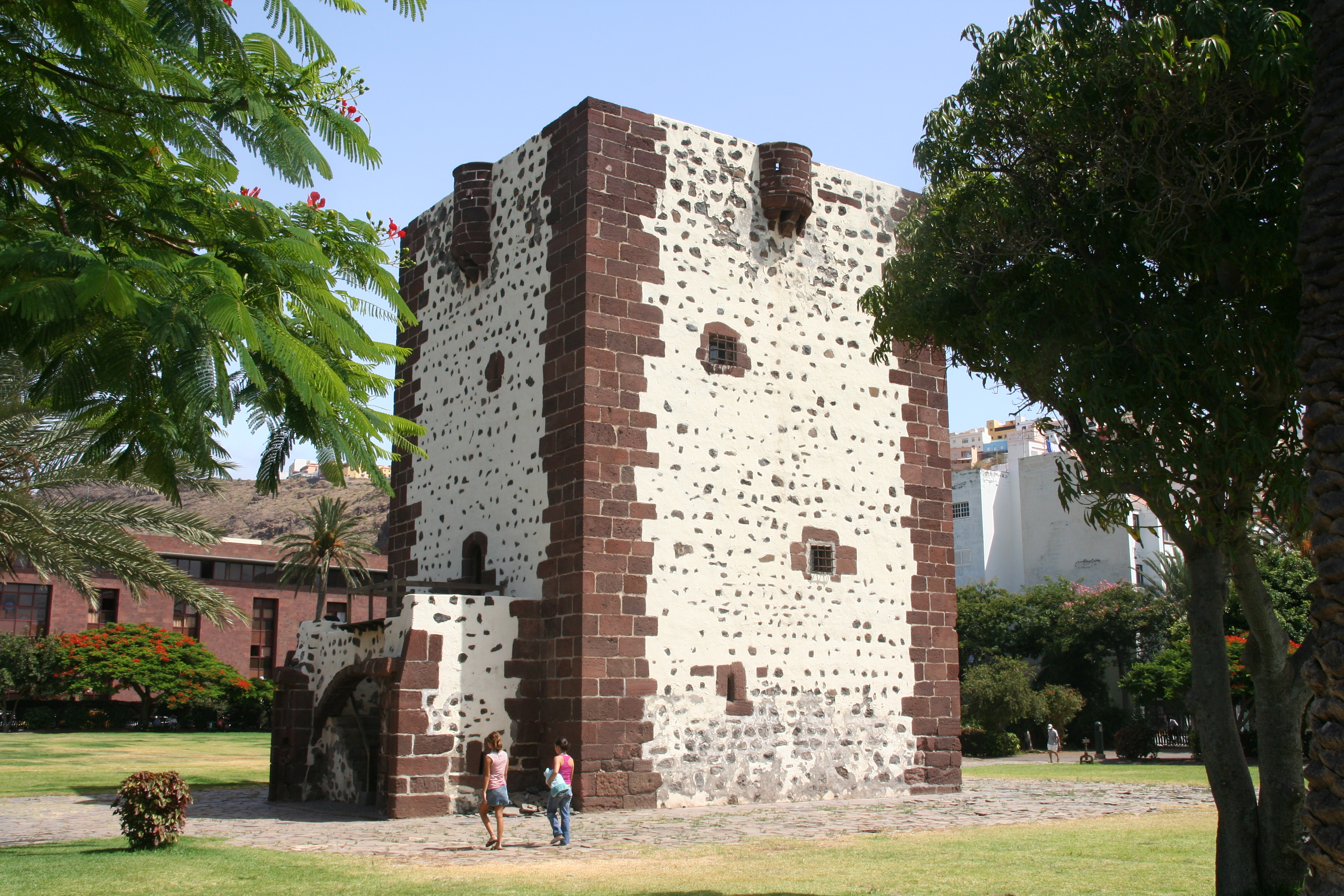
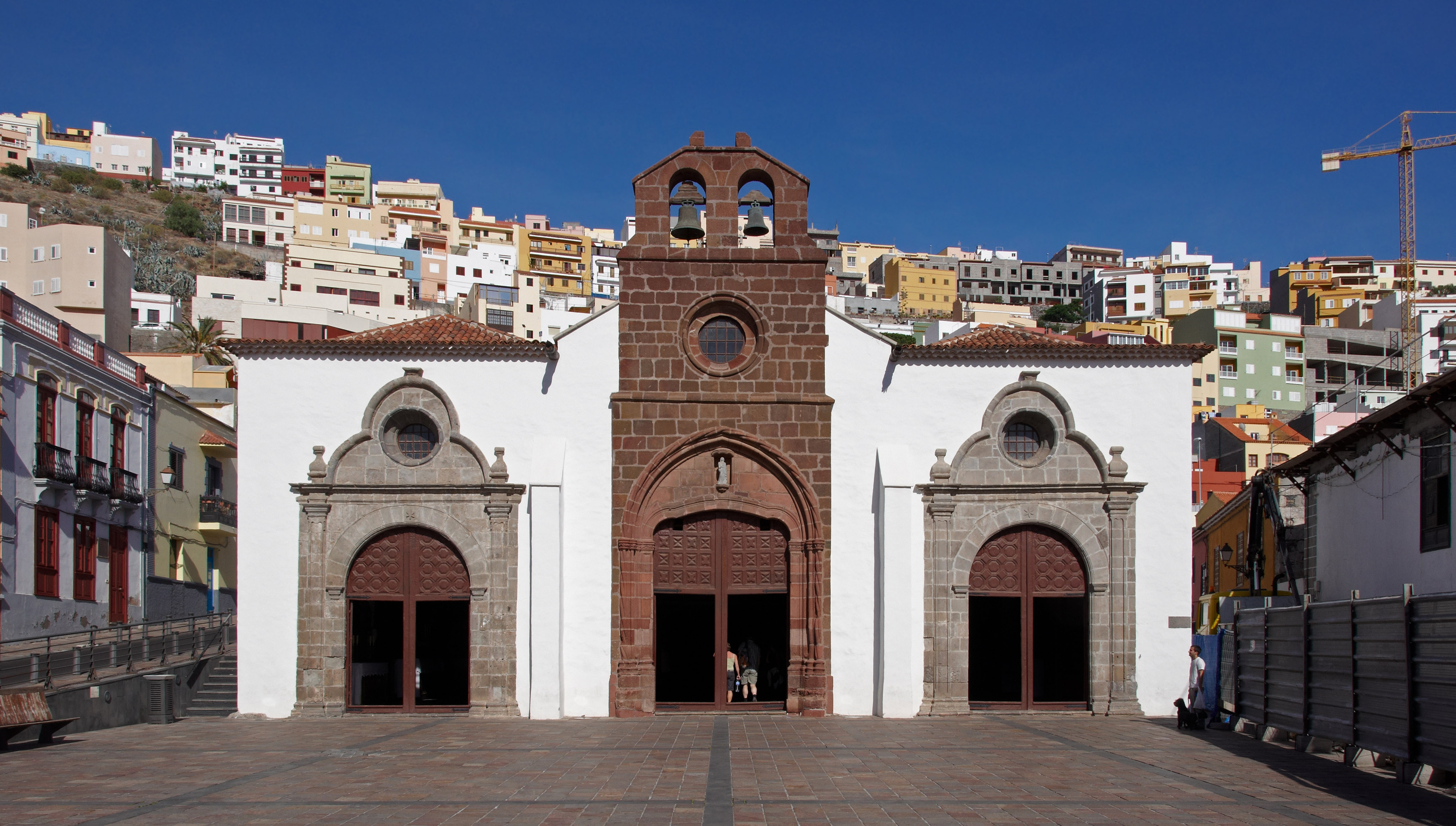
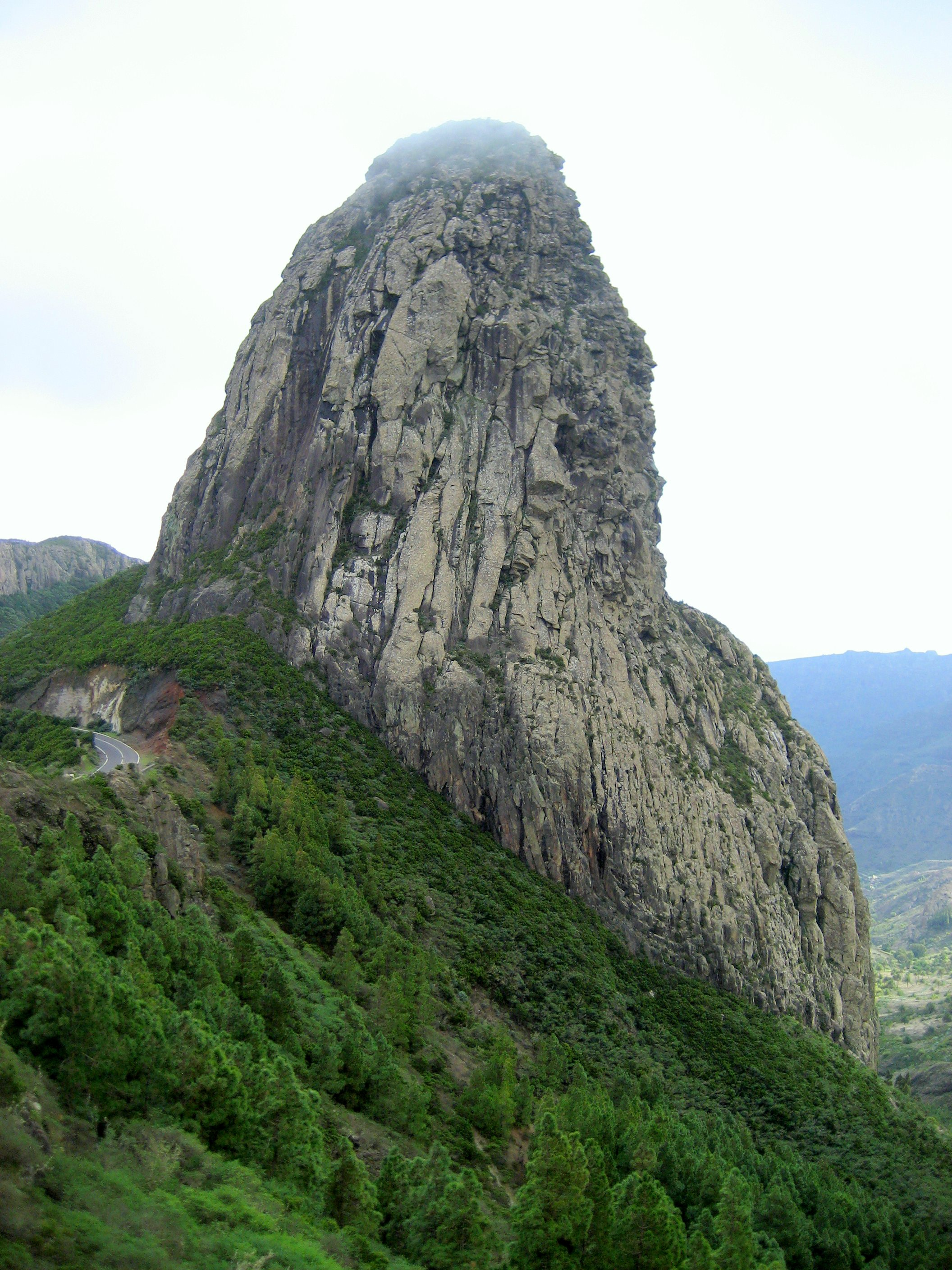
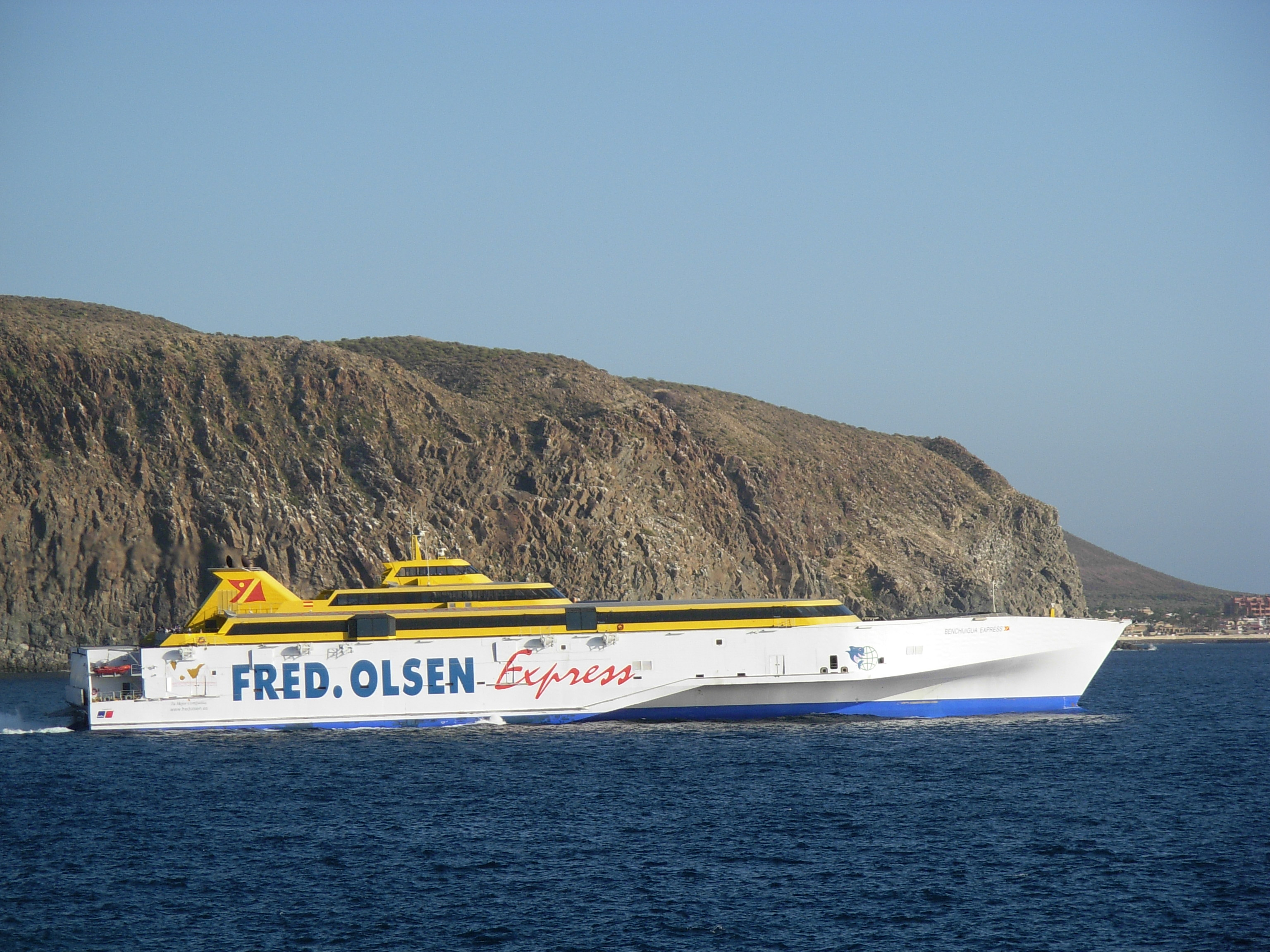